# Irvin Aerospace
Irvin Aerospace est une firme américaine fondée le 18 juin 1919 par Leslie Leroy Irvin sous le nom d'origine d'Irvin Air Chute Company qui a fusionné avec d'autres compagnies du groupe Airborne Systems Ltd dans sa division Airborne Systems North America en 2007.

## Historique

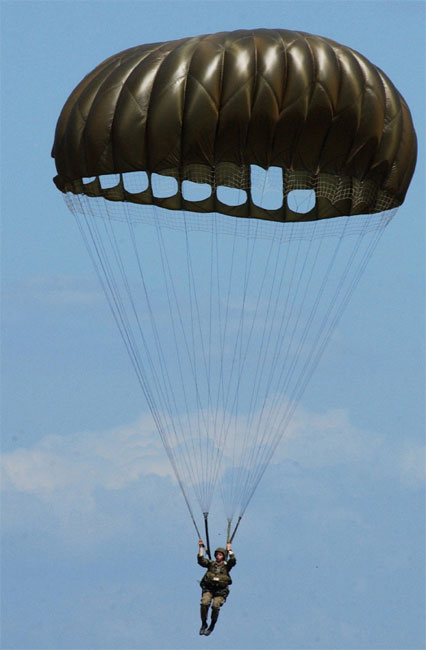
Ce parachutiste militaire de l'USMC utilise le modèle de parachute T10-C en service depuis 1986 dont les premières versions ont été conçues par Irvin dans les années 1950.

Leslie Leroy Irvin, né à Los Angeles, fut l'un des premiers cascadeurs spécialisés dans les acrobaties aériennes de la naissante industrie du cinéma californienne. Après avoir rejoint les recherches sur les parachutes de l'United States Army Air Service à McCook Field le 19 avril 1919, il créa le premier parachute de chute libre à descente préméditée et deux mois plus tard il forma la Irving Air Chute Company à Buffalo (New York) qui s'est rapidement développée.
Dans les années 1930, quarante forces aériennes de par le monde utilisaient ses produits. Durant la Seconde Guerre mondiale, environ 10 000 pilotes leur doivent la vie, sans compter les milliers de parachutistes alliés qui les ont utilisés.
En 1922, Leslie Irvin a accepté de donner une goupille d'or à chaque personne dont la vie a été sauvée par un de ses parachutes, formant ainsi le Caterpillar Club (en), une association informelle des personnes ayant utilisé leur parachute lorsque leur avion était en difficulté. En 1945, environ 34 000 de ses insignes avaient été distribués. Parmi ceux-ci, on compte Charles Lindbergh, James Doolittle et John Glenn.
La société prit le nom de Irvin Aerospace en 1997.

## Organisation en 2006
Son siège social se situe à Santa Ana, en Californie où elle possède une usine d'environ 5 800 m2.
La société fait partie du Airborne Systems Group, qui avait alors son siège à Belleville, en Ontario au Canada qui est un regroupement d'entreprises créé en 2001 qui se trouve être le leader mondial du parachute.
Elle possède une filiale Irvin Aerospace Canada en Ontario depuis 1925 où elle a une installation d'environ 2 800 m² à Belleville et en fusionnant avec l'entreprise Britannique GQ Parachutes Ltd., elle a fondé en juin 2001 Irvin-GQ possédant une usine d'environ 11 500 m2 à Llangeinor (en), Pays de Galles du Sud.

## Restructuration en 2007
Airborne Systems Group dont le siège est désormais à Pennsauken (en) dans le New Jersey a annoncé le 2 avril 2007 la restructuration de ses centres opérationnels.
La nouvelle structure a réparti les marques de la société, Irvin Aerospace, Irvin-GQ, Irvin Canada, Para-Flite et AML, en deux divisions : Airborne Systems North America et Airborne Systems Europe. Irvin Aerospace est absorbé dans la division nord-américaine.
En janvier 2010, le groupe est acheté par HDT International Holdings détenue en majorité par Metalmark Capital (en). Les deux sociétés seront gérés séparément sous la direction du HDT.
Airbone Systems est renommé en 2018 IRVIN-GQ de droit britannique.

## Activités
Elle est spécialisée dans la fabrication de parachutes de toutes catégories, de systèmes de dégagement d'ouverture de précision, de systèmes aériens de la livraison, et des appareils respiratoires gonflables.
Cela va du parachute équipant les parachutistes civils ou militaire, le siège éjectable des avions de combat, aux parachutes de freinage pour B-52 ou F-16 en passant par celui de récupération des drones.
En 2008, Airborne Systems a établi un nouveau record en matière de livraison par air guidée avec une cargaison de 18 120 kg suspendus à une seule voile, le GigaFly de 59,4 mètres d’envergure contre 14,5 tonnes pour le précédent record

### Activités spatiales

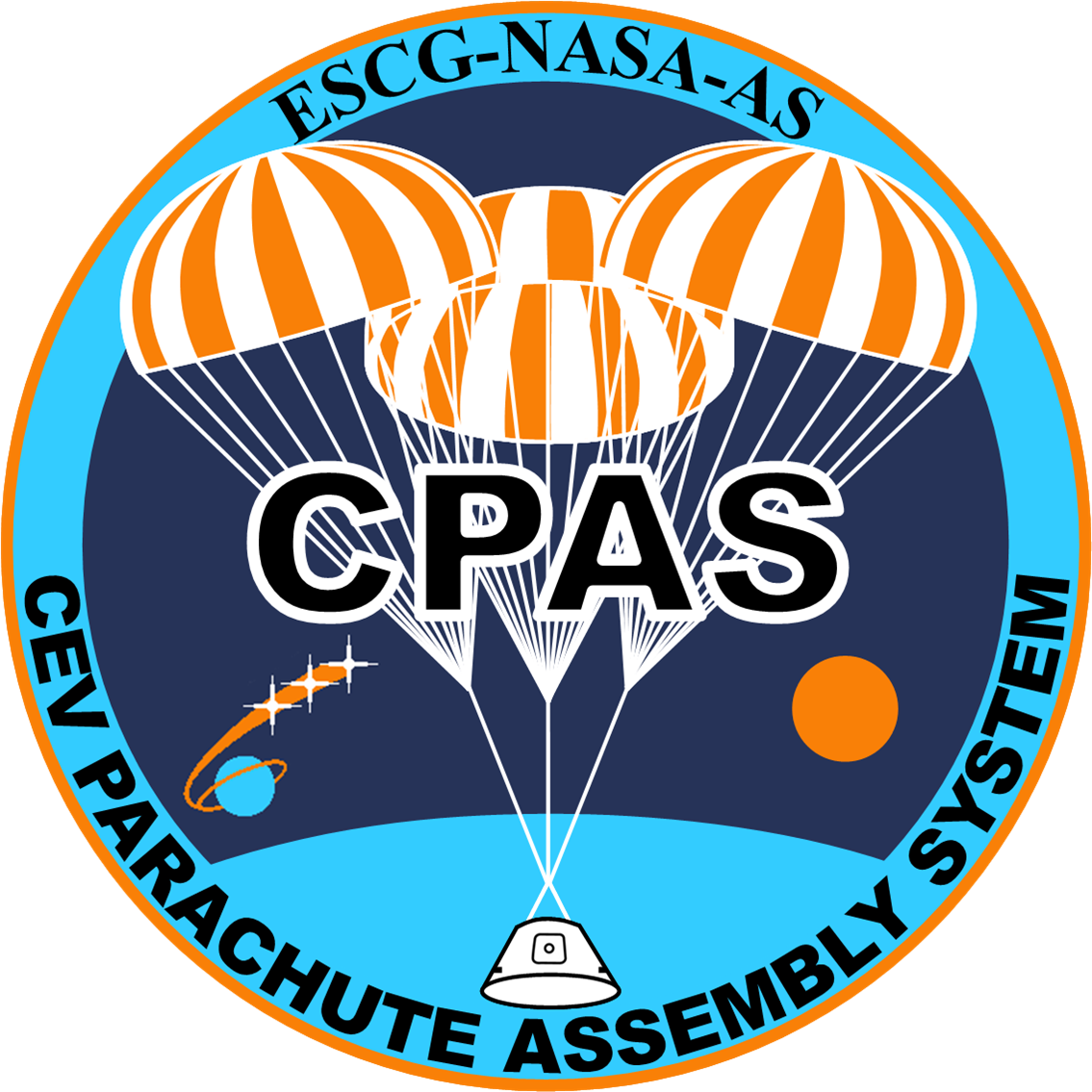
Logo du projet Parachute Assembly System.

Elle a été choisie par la NASA pour concevoir
et produire les systèmes d'atterrissage de plusieurs sondes (Mars Global Surveyor, Pioneer Venus) et vaisseaux spatiaux (navette, future capsule Orion).
Irvin Aerospace a également fourni les parachutes de la sonde européenne Huygens qui s'est posé sur Titan et fournit l'entreprise SpaceX pour sa fusée Falcon 1.